# Разгалс, Френкс
Френкс Разгалс (латыш. Frenks Razgals; 8 августа 1996, Рига) — латвийский хоккеист.По данным сайта eliteprospects.com сейчас играет за клуб ''Земгале''
Сын хоккеиста Айгарса Разгалса (род. 1969).